# 10271 Dymond
A 10271 Dymond (ideiglenes jelöléssel (10271) 1980 TV2) a Naprendszer kisbolygóövében található aszteroida. Henri Debehogne és L. Houziaux fedezte fel 1980. október 14-én.

## Kapcsolódó szócikk
- Kisbolygók listája (10001–10500)